# Loui Eriksson
Loui Eriksson (* 17. července 1985, Göteborg) je švédský hokejový útočník hrající v týmu Frölunda HC ve švédské nejvyšší hokejové soutěži SHL.

## Kariéra
Eriksson začínal v klubu Lerum BK a už mezi žáky vynikal nad ostatními. V 11 letech už hrál v kategorii šestnáctiletých. Na svůj talent upozornil na různých turnajích na kterých si jej všimli činitelé klubu Frölunda Indians, za který poté nastupoval v juniorské kategorii. V sezóně 2003-04 nastoupil poprvé za Frölundu v Elitserien a v sezóně 2004-05 s Frölundou vyhrál titul mistra Švédska. V draftu NHL 2003 byl vybrán v 2. kole na 33. místě celkově, týmem Dallas Stars. Před sezónou 2005-06 odešel hrát do Severní Ameriky, kde hrál na farmě Dallasu Stars za tým Iowa Stars v nižší lize American Hockey League. 4. října 2010 debutoval v NHL, v zápase proti Coloradu Avalanche. Eriksson na sebe upozornil v sezóně 2008-09, kdy se s 36 vstřelenými brankami stal nejlepším střelcem týmu a skončil na 12. místě v celé lize. V roce 2011 se zúčastnil svého prvního utkání hvězd NHL. 4. června 2013 uskutečnili Boston a Dallas vzájemný obchod, kdy se dohodly na směně celkem sedmi hokejistů. Z Bruins putovali do Dallasu útočník Tyler Seguin, veterán Rich Peverley a obránce Ryan Button. Do Bostonu přišli švédské křídlo Loui Eriksson a tři mladí hráči Joseph Morrow, Reilly Smith a Matt Fraser. Eriksson z Bruins podepsal tříletý kontrakt na 4,25 milionu dolarů ročně. V roce 2016 podepsal smlouvu s Vancouverem Canucks na dalších 6 let. Canucks jej vzali jako alternativu do útoku k bratrům Sedinovým, se kterými se mu dařilo na mezinárodních turnajích.

## Úspěchy

### Individuální úspěchy
- Nováček roku - 2003–2004
- NHL All-Star Game - 2011
- Nejlepší tři členové týmu na MS - 2011

### Kolektivní úspěchy
- Mistr J18 AllSvenskan - 2001-02, 2002-03
- Mistr J20 SuperElit - 2001-02, 2002-03, 2004-05
- Mistr Elitserien - 2004-05
- Bronzová medaile na MS - 2009
- Stříbrná medaile na MS - 2011
- Zlatá medaile na MS - 2013
- Stříbro na ZOH - 2014

## Klubové statistiky

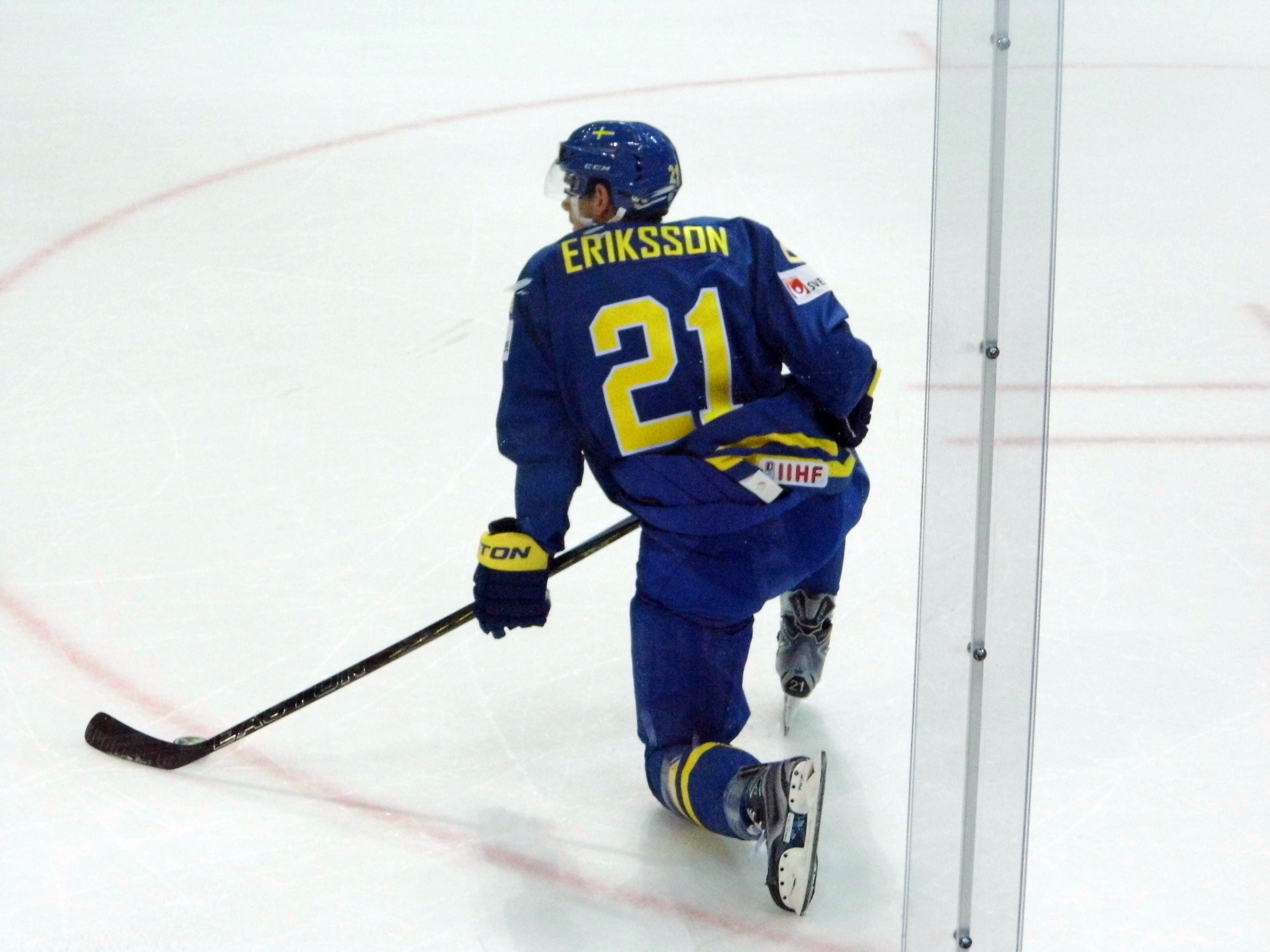
Před zápas s Lotyšskem na MS 2015 v Praze

| Sezona      | Klub              | Soutěž      | Základní část | Základní část | Základní část | Základní část | Základní část | Play off | Play off | Play off | Play off | Play off |
| Sezona      | Klub              | Soutěž      | Z             | G             | A             | B             | TM            | Z        | G        | A        | B        | TM       |
| ----------- | ----------------- | ----------- | ------------- | ------------- | ------------- | ------------- | ------------- | -------- | -------- | -------- | -------- | -------- |
| 2003–04     | Frölunda Indians  | SEL         | 46            | 8             | 5             | 13            | 4             | 10       | 1        | 5        | 6        | 0        |
| 2004–05     | Frölunda Indians  | SEL         | 39            | 5             | 9             | 14            | 4             | 12       | 0        | 0        | 0        | 0        |
| 2005–06     | Iowa Stars        | AHL         | 78            | 31            | 29            | 60            | 27            | 7        | 2        | 5        | 7        | 0        |
| 2006–07     | Iowa Stars        | AHL         | 15            | 5             | 3             | 8             | 13            | 9        | 2        | 5        | 7        | 0        |
| 2006–07     | Dallas Stars      | NHL         | 59            | 6             | 13            | 19            | 18            | 4        | 0        | 1        | 1        | 0        |
| 2007–08     | Dallas Stars      | NHL         | 69            | 14            | 17            | 31            | 28            | 18       | 4        | 4        | 8        | 8        |
| 2007–08     | Iowa Stars        | AHL         | 2             | 1             | 2             | 3             | 2             | —        | —        | —        | —        | —        |
| 2008–09     | Dallas Stars      | NHL         | 82            | 36            | 27            | 63            | 14            | —        | —        | —        | —        | —        |
| 2009–10     | Dallas Stars      | NHL         | 82            | 29            | 42            | 71            | 26            | —        | —        | —        | —        | —        |
| 2010–11     | Dallas Stars      | NHL         | 79            | 27            | 46            | 73            | 8             | —        | —        | —        | —        | —        |
| 2011–12     | Dallas Stars      | NHL         | 82            | 26            | 45            | 71            | 12            | —        | —        | —        | —        | —        |
| 2012–13     | HC Davos          | NLA         | 7             | 3             | 3             | 6             | 0             | —        | —        | —        | —        | —        |
| 2012–13     | Dallas Stars      | NHL         | 48            | 12            | 17            | 29            | 8             | —        | —        | —        | —        | —        |
| 2013–14     | Boston Bruins     | NHL         | 61            | 10            | 27            | 37            | 6             | 12       | 2        | 3        | 5        | 4        |
| 2014–15     | Boston Bruins     | NHL         | 81            | 22            | 25            | 47            | 14            | —        | —        | —        | —        | —        |
| 2015–16     | Boston Bruins     | NHL         | 82            | 30            | 33            | 63            | 12            | —        | —        | —        | —        | —        |
| 2016–17     | Vancouver Canucks | NHL         | 65            | 11            | 13            | 24            | 8             | —        | —        | —        | —        | —        |
| 2017–18     | Vancouver Canucks | NHL         | 50            | 10            | 13            | 23            | 4             | —        | —        | —        | —        | —        |
| 2018–19     | Vancouver Canucks | NHL         | 81            | 11            | 18            | 29            | 22            | —        | —        | —        | —        | —        |
| 2019–20     | Vancouver Canucks | NHL         | 49            | 6             | 7             | 13            | 12            | 10       | 0        | 0        | 0        | 0        |
| 2020–21     | Vancouver Canucks | NHL         | 7             | 0             | 1             | 1             | 2             | —        | —        | —        | —        | —        |
| 2021–22     | Arizona Coyotes   | NHL         | 73            | 3             | 16            | 19            | 6             | —        | —        | —        | —        | —        |
| 2022–23     | Frölunda HC       | SHL         | 34            | 11            | 8             | 19            | 10            | 13       | 4        | 3        | 7        | 2        |
| NHL celkově | NHL celkově       | NHL celkově | 1050          | 253           | 360           | 613           | 200           | 44       | 6        | 8        | 14       | 18       |

### Reprezentační statistiky
| 2003 | Mistrovství světa do 18 let | 6  | 5 | 2 | 7  | 5. místo         |
| 2004 | Mistrovství světa juniorů   | 6  | 1 | 1 | 2  | 7. místo         |
| 2005 | Mistrovství světa juniorů   | 6  | 2 | 3 | 5  | 6. místo         |
| 2009 | Mistrovství světa           | 9  | 3 | 4 | 7  | Bronzová medaile |
| 2010 | Olympijské hry              | 4  | 3 | 1 | 4  | 5. místo         |
| 2011 | Mistrovství světa           | 9  | 3 | 1 | 4  | Stříbrná medaile |
| 2012 | Mistrovství světa           | 8  | 5 | 8 | 13 | 6. místo         |
| 2013 | Mistrovství světa           | 10 | 5 | 5 | 10 | Zlatá medaile    |
| 2014 | Olympijské hry              | 6  | 2 | 1 | 3  | Stříbrná medaile |
| 2015 | Mistrovství světa           | 7  | 3 | 6 | 9  | 5. místo         |
| 2016 | Světový pohár               | 4  | 1 | 0 | 1  | semifinále       |
| 2019 | Mistrovství světa           | 8  | 1 | 3 | 4  | 5. místo         |